# DaKine
DaKine je americká outdoorová oděvní společnost, která se specializuje na sportovní oblečení a sportovní náčiní pro extrémní sporty. Společnost sídlí v Hood River v Oregonu. Firma byla založena na Havaji, jméno pochází z havajského dialektu, kde výraz da kine znamená druh. Nyní společnost sídlí v Hood River v Oregonu, výrobky jsou vyráběny v zahraničí, společnost vyrábí nejrůznější sportovní potřeby pro profesionální a amatérské sportovce. DaKine vyrábí potřeby pro lyžování, cyklistiku, windsurfing, powerkiting, snowboarding, surfing a skateboarding.

## Historie společnosti

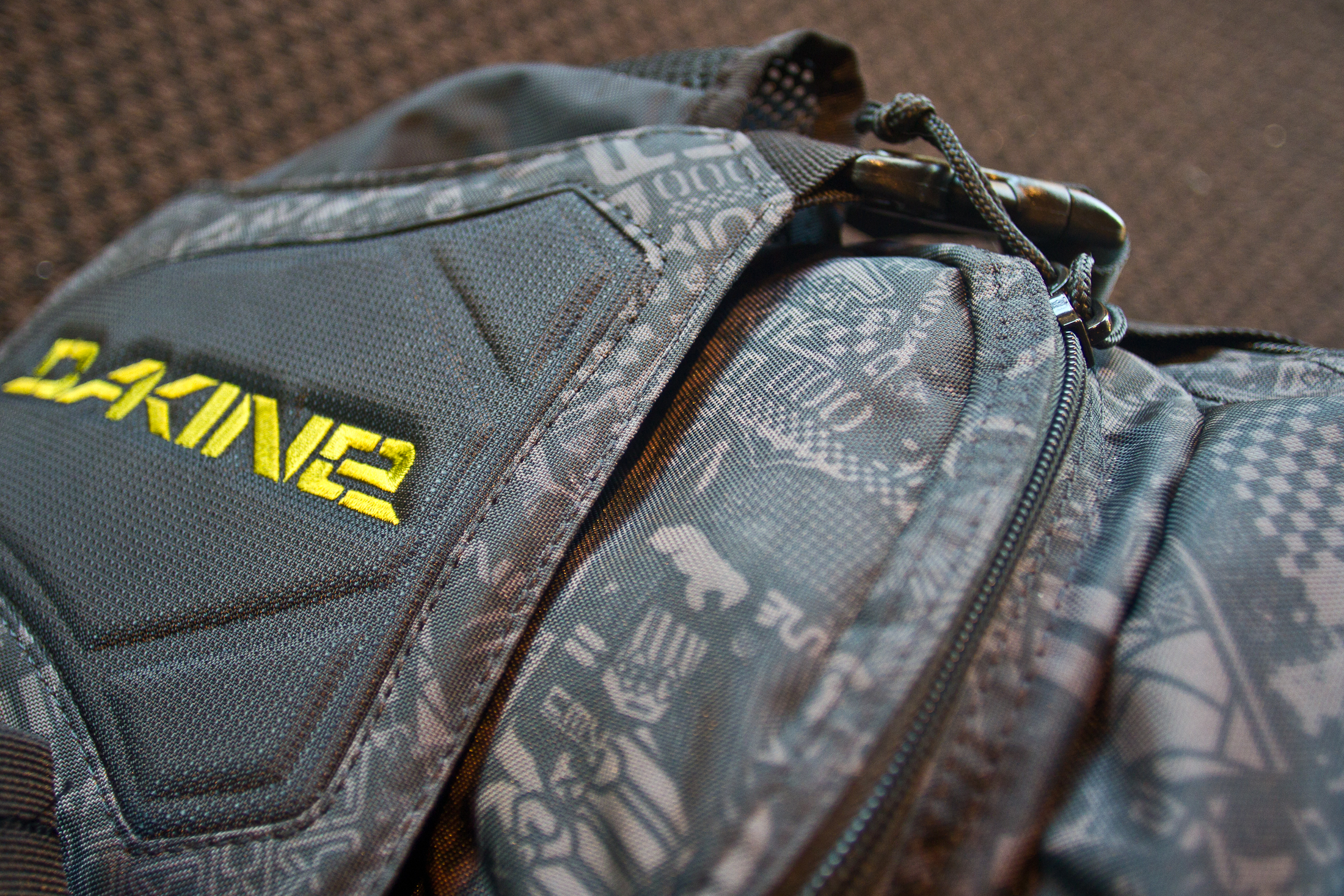
Detail batohu s logem společnosti DaKine

DaKine byla založena v roce 1979 v Maui County na Havaji Robem Kaplanem. V roce 1986 došlo k přesunu sídla společnosti do Hood River v Oregonu ve Spojené státech amerických, zde firma stále sídlí (2017). V srpnu 2009 DaKine získala Billabong International Limited za přibližně 100 miliónů amerických dolarů. Společnost se přesunula do nových prostor o rozloze 2300 čtverečných metrů podél řeky Columbia v Hood River v červnu 2013. V témže roce společnost Billabong prodala
společnosti DaKine společnost Altamont Capital Partners za 70 miliónů amerických dolarů. V roce 2016 firma uzavřela původní pobočku v Haiku na Havaji. Od tohoto roku společnost má své kanceláře pouze v Oregonu, Oahu a v Annecy ve Francii.

## Produkty společnosti
DaKine prodává batohy, oděvy, sportovní oblečení, zavazadla a příslušenství pro muže, ženy a děti.

## Social compliance standard
Společnost přijala sociálně dodržovaný standard Social Accountability International's SA8000, který je založený na primárních mezinárodních právech obsažených v úmluvách Mezinárodní organizace práce, Všeobecné deklarace lidských práv a Úmluvy o právech dítěte.

## Podporovatelé značky

### Surfing
- Albee Layer
- John John Florence
- Andy Irons
- Brett Simpson
- Brian Toth
- Bruce Irons
- Evan Geiselman
- Ian Gentil
- Ian Walsh
- Jake Halstead
- Joel Parkinson
- Koa Rothman
- Luke Davis
- Rob Machado
- Zeke Lau

### Skateboarding
- Andrew Cannon
- Andrew Langi
- Ben Hatchell
- Brent Atchley
- Chris Haslam
- Corey Duffel
- Elliot Sloan
- Jesse Landen
- Nick Tucker
- Paul Machnau
- Ryan Decenzo
- Sean Conover
- Shawn Hale
- Sierra Fellers
- Steven Reeves
- Torey Pudwill
- Willis Kimbel

### Snowboarding
- Annie Boulanger
- Austin Smith
- Brandon Cocard
- Bryan Fox
- Curtis Ciszek
- Elias Elhardt
- Eric Jackson
- Forrest Bürki
- Jason Robinson
- Johnnie Paxson
- Josh Dirksen
- JP Walker
- Kelly Underwood
- Leanne Pelosi
- Louis-Felix Paradis
- Scott Stevens
- Shayne Pospisil
- Victor De Le Rue
- Wolle Nyvelt

### Lyžování
- Anaïs Caradeux
- Andy Mahre
- Chris Benchetler
- Eric Pollard
- Mike Henitiuk
- Nick Goepper
- Pep Fujas
- Sammy Carlson
- Sean Pettit
- Tanner Hall
- Todd Ligare

### Cyklistika
- Andrew Shandro
- Airs Jack
- Darcy Turenne
- Geoff Gulevich
- Graham Agassiz
- James Wolf
- Matthew Slaven
- René Wildhaber
- Steffi Marth
- Thomas Vanderham

### Windsurfing
- Anne-Marie Reichman
- Bryan Metcalf-Perez
- Connor Baxter
- Dario Ojeda
- Dean Christener
- Fiona Wylde
- Florian Jung
- Francisco Porcella
- Graham Ezzy
- Jeyug ‘Jay’ Lee
- Josh Angulo
- Junko Nagoshi
- Kai Katchadourian
- Kevin Pritchard
- Levi Siver
- Motoko Sato
- Peter Garzke
- Philip Soltysiak
- Rob Warwick
- Tatiana Howard
- Tony Boy Garcia
- Tyson Poor
- Uli Hoelzl
- Whit Poor
- Wyatt Miller
- Zane Schweitzer

### Powerkiting
- Alvaro Onieva
- Andre Philip
- Ben Wilson
- Bertrand Fleury
- Boris Judin
- Bryan Lake
- Clinton Bolton
- Eric Rienstra
- Gisela Pulido
- Greg Norman Jr.
- Jason Slezak
- Dillon Brown
- Jason Stone
- Josh Mulcoy
- Julian Hosp
- Kristin Boese
- Marc Ramseier
- Mark Shinn
- Martin Vari
- Melissa Gil
- Niccolo Porcella
- Rob Douglas
- Ryland Blakeney
- Sam Medysky
- Tuva Jansen
- Victor Borsuk